# الشنقيطي التركزي
محمد محمود بن أحمد بن محمد التركزي الشنقيطي (1245 هـ – 1322 هـ / 1829 – 1904م)، المعروف كذلك باسم ولد التلاميذ، لغوي موريتاني ذاع صيته في عصره. ولد في ضواحي جونابة وأشرم من ولايتي البراكنة وتكنت بموريتانية وانتقل إلى المشرق فأقام بمصر ورحل إلى مكة. كان علامة عصره في اللغة والأدب، كما كان شاعرا، أموي النسب، اشتهر والده بالتلاميد «تصحيف التلاميذ» فعرف بابن التلاميد.
شد الرحال إلى الشرق وعرج في طريقه على مدينة تندوف حيث لقي ابن بلعمش الجكني ودرس عليه الحديث
قال صاحب الوسيط عنه: «وكان الشريف "أمير مكة" يحرش بينه وبين علماء مكة حتى حصلت البغضاء التامة، انتدبته حكومة الأستانة -أيام السلطان عبد الحميد الثاني- للسفر إلى إسبانيا والاطلاع على ما فيها من المخطوطات العربية، فقام بذلك».
رحل إلى مصر ونزل عند نقيب أشرافها محمد توفيق البكري، فبالغ في إكرامه واستعان به في تأليف كتابه «أراجيز العرب»، ثم طبع الكتاب منسوبا إلى البكري وحده فغضب الشنقيطي وفارقه، ووصل الخلاف إلى القضاء. اتصل بالشيخ محمد عبده فسعى له بمرتب من الأوقاف فاستقر في القاهرة. وقد ذكره طه حسين في كتابه الأيام باسم الشيخ الشنقيطي.

## من كتبه
- أشهر الكتب العربية بخزائن مكاتب دولة أسبانيا الذي كلفه به وموّله السلطان عبد الحميد الثاني. مخطوط بدار الكتب الوطنية التونسية رقم: 18675
- إحقاق الحق وتبرئة العرب مما أحدثه عاكش اليمن في لغتهم وهو حاشية على شرح للامية العرب. رد بها على الشيخ الحسن بن أحمد بن عبد الله المعروف بعاكش اليمني (1221 هـ - 1289 هـ / 1807 - 1872م) الذي شرح لامية الشَّنْفَرَى شرحاً أخطأ في مواضع كثيرة منه.
- طهارة العلم جمع فيه أخطاء طائفة من علماء الحجاز.
- رسالة في مسألة صرف عمر.
- عذب المنهل في مسألة صرف ثعل.
- عروس الطروس.
- شرح المفصل في النحو.
- هوامش على كتاب الخصائص لابن جني.
- تحقيق على المعلقات السبع مع ذكر رواياتها وأنساب قائليها.
- تصحيح أساس البلاغة للزمخشري.
- تصحيح القاموس المحيط.
- تصحيح المخصص لابن سيدة.
- تصحيح الأغاني جمع فيه الأخطاء التي وردت في طبعة بولاق من كتاب الأغاني وصححها وزاد عليها.
- الحماسة السنية الكاملة المزية في الرحلة العلمية التركزية الشنقيطية ديوان قصائد تضم نحو 1000 بيت إضافة إلى النثر 10 تكلم فيها عن مراحل حياته وإنجازاته وعبقريته.

## وصلات خارجية
- العلامة محمد محمود ولد التلاميد الشنقيطي... حياته وآثاره